# Guildhall and Stonebow

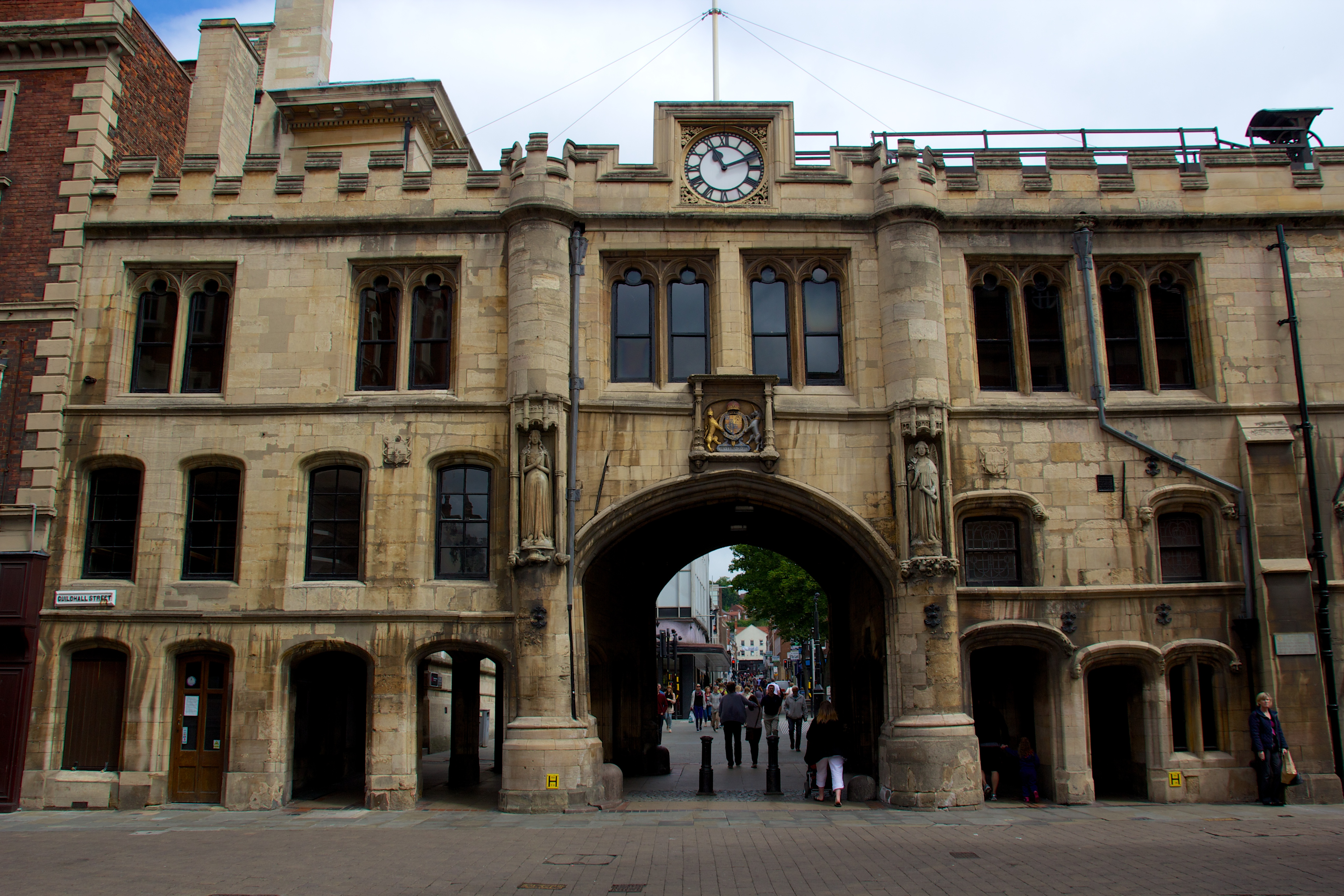

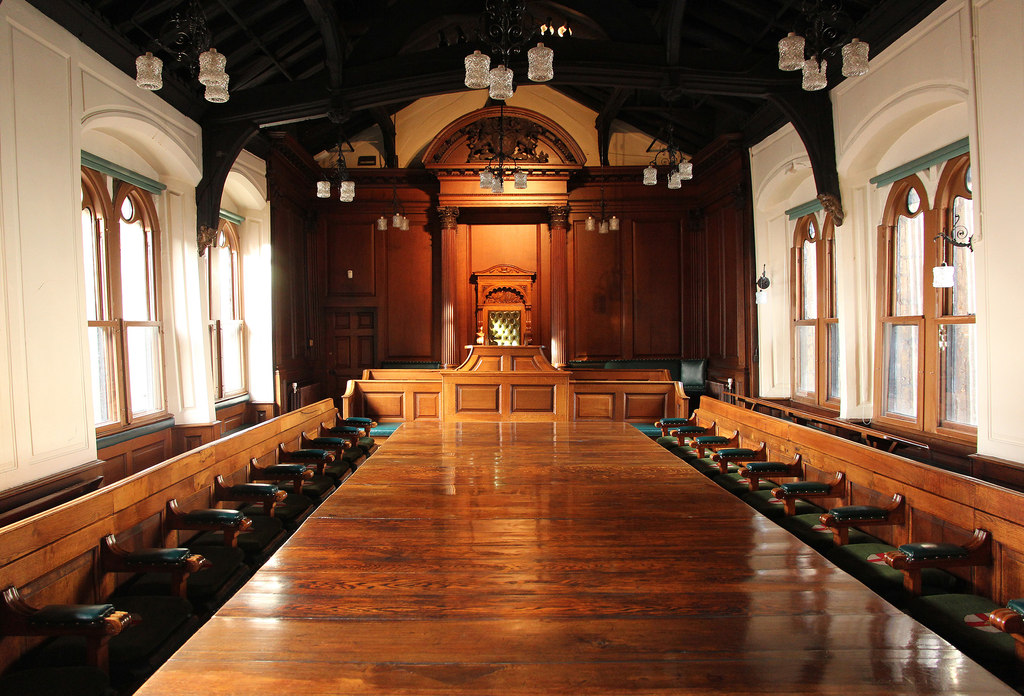

Guildhall and Stonebow is een historisch gebouw in de Engelse stad Lincoln. Het kalkstenen gebouw in Tudorstijl dateert uit 1520 met een Victoriaanse uitbreiding uit 1840. Het heeft een stenen boog als straatdoorgang. In het gebouw worden verschillende objecten tentoongesteld, waaronder het zwaard van Richard II van Engeland en de burgemeestersketting. 